# ザ・ゴールデンゴールデン
ザ・ゴールデンゴールデンは、ワタナベエンターテインメントに所属していたお笑いトリオ。2012年解散。

## メンバー
- 山崎 昇（やまざき のぼる、1979年6月14日 - 身長176cm）
  - 大ボケ、ハンサム（自称）担当。
  - 東京都出身、A型。
  - 山梨学院大学卒業。
  - 仏像好き。
  - 北沢と同じ映画館でバイトをしている。
  - アメフトをしていた。

- きたざわ ひとし （1979年4月8日 - 身長180cm）
  - 本名は北沢 仁（読み同じ）
  - ボケ（ネタによってツッコミ）、ブサイク担当。
  - 東京都出身、AB型。
  - 特技は猫の考えていることを理解すること。
  - ネタ作りを主に務めている。
  - 映画が好きで、映画検定の資格を持っており、現在映画館でアルバイトをやっている。
  - 公式ブログで自ら「ブサイクキャラ」「チャームポイントは顔」という程の顔が特徴で、テレビ出演時などで「話をするゴリラ」とも言われたことがある[1]。
  - 以前は体重が100kgくらいあり、その時はブサイク顔よりも太っていたことが目立っていたという[要出典]。

- 吉勝（よしかつ、1980年3月1日 - 身長173cm）
  - 本名は、松岡 吉勝（まつおか よしかつ）。
  - ツッコミ（ネタによってボケ）、デブキャラ担当。
  - 東京都出身、O型。
  - 芸人活動の傍ら、大工をしていたことがあった。
  - 趣味はギター。自らボーカル、ギターを務めるバンドもある。
  - バツイチ。当時の嫁が実家のペットに餌をやりに行ったまま帰らず、離婚となる。嫁は6歳年上で以前組んでいたバンドのメンバーでベースを担当していた。

## 来歴
- 中学の同級生同士により、2003年2月結成。最初は吉勝からきたざわを誘い「ノンフィクション」という漫才コンビを結成。次に現在は脱退した2人を、最後に山崎を誘って最初はこの5人組で活動していた。しかしあとの2人が就職、大学院進学という理由で脱退、現在の3人組になった[2]。
- トリオ名は、ダウンタウン、ウッチャンナンチャンのように「同じような言葉が続く名前」にしたという[3]。
- 2012年解散。きたざわと山崎はロビンソンズというコンビで、吉勝はピンで活動（2015年以降の活動は見られない）。

## 芸風
- 主にコント。きたざわの顔をオチのような形に持っていくことが多い。また、きたざわは女装をすることも多い。きたざわの女装姿の名前は「ひとみ」。
- これまでの持ちネタは「宇宙人」「女同士の友情」「嫁探し」「整形手術」「ケンカの仲裁」「オセロ部」「マグナム山崎」「爆弾処理」など。

## 受賞歴
- 2010年 第1回お笑いハーベスト大賞 優勝

## 出演
- 爆笑オンエアバトル（NHK総合） 戦績4勝4敗 最高481KB
- オンバト+（NHK総合）戦績9勝0敗 最高521KB
  - 第1回チャンピオン大会 ファーストステージ4位敗退
  - 第2回チャンピオン大会 1回戦敗退
  - 番組初のトップ通過、尚且つ番組初のトリオのオンエアである。
  - ※山崎ときたざわは解散後にロビンソンズとして出場しオンエアを獲得している。
- 爆笑ピンクカーペット（フジテレビ）
第3回（2007年11月26日）、第4回（新春ゴールデンピンクカーペット、2008年1月1日）、第5回（2008年8月30日）。キャッチコピーは『黄金のトライアングル』。第5回でMVP（モスト・バリュアブル・ピンクカーペット）受賞。
- 爆笑レッドカーペット（フジテレビ） - 2008年9月10日初出演。キャッチコピーは『黄金のトライアングル』
- ぐるぐるナインティナイン（日本テレビ） - 『おもしろ荘へいらっしゃい!』コーナー
- ぐるナイ番外 おもしろ荘へいらっしゃい! レア芸人だけで生放送 祭りだオッパッピー!（日本テレビ） - 2008年1月1日
- 99プラス（日本テレビ）- 『今後、日村を脅かす若手ブサイク芸人達』の企画に、きたざわのみ出演。
- エンタの神様（日本テレビ） - キャッチコピーは「3匹の笑金稼ぎ」（2009年5月23日放送）→「ドブスの花道」（2010年2月20日放送）
- エンタの天使（日本テレビ） - 第6回（2008年9月3日）、キャッチコピーは『純金の三本柱』
- ザ・イロモネア（TBSテレビ）　『ゴールドラッシュ』に出演。1週目クリア。
- 東京ゴースト・トリップ（TOKYO MX） - きたざわのみ「借金取りの男」役で出演
- お笑いDynamite!（TBSテレビ） - 2008年12月29日、キャッチコピーは『顔面インパクト』
- 爆笑一番（秋田テレビ） - 2010年7月22日～29日
- フジ算（フジテレビ） - 2010年9月7日
- 芸人報道（日本テレビ）- 2010年9月27日 - きたざわのみ出演
- 新世紀ネタキング決定戦（TOKYO MX）- 2010年10月7日
- JAPANロッケフェスティバル（フジテレビ）- 2010年10月18日　第一回放送　初代MVPにきたざわが選ばれる

### ドラマ
- オトメン（乙男）〜夏〜（フジテレビ、2009年8月1日 - ）

### 舞台
- 表参道ベースメントシアター『優しい6つの夜のために』（2010年8月19日 - 22日全7公演、表参道GROUND）山崎、吉勝のみ